# 방포레 고후
방포레 고후(일본어: ヴァンフォーレ甲府 반호레 고후[*], Ventforet Kofu)는 일본 야마나시현 고후시를 연고로 하는 J리그 축구팀이다. 방포레는 프랑스어에서 바람을 뜻하는 방(vent, /vɑ̃/)과 숲을 뜻하는 포레(forêt, /fɔ.ʁɛ/)의 합성어이다. 이 말은 유명한 사자성어인 다케다 신겐의 풍림화산(風林火山)에서 따왔다.

## 역사
1965년 설립된 고후 사커 클럽이 전신이다. 1995년 현재의 이름으로 바꾸고 1999년 J리그에 가맹, 2005년 J2리그 3위를 기록, 리그 교체전에서 가시와 레이솔을 꺾고 J1리그로 처음 승격하였으나 2007년 17위를 기록하여 다시 J2리그로 강등되었다. 강등 후 2008년 7위, 2009년 4위를 기록하며 좋은 성적을 내던 중 2010 시즌 2위를 확정, 자력으로 J1 승격을 확정하여 4년 만에 J1로 복귀하였으나 이듬해 우라와 레드 다이아몬즈와 마지막까지 강등 경쟁을 벌이다 16위를 기록하여 다시 강등되었다. 그러나 2012 시즌에서는 좋은 경기력으로 10월 14일 일치감찌 재승격을 확정짓고 10월 21일에는 1승을 추가하여 J2리그 우승을 확정했다.

## 선수단

### 현재 선수
참고: FIFA 자격 규정에 따라 소속된 국가대표팀 국기를 표시합니다. 선수는 복수의 FIFA 비회원국 국적을 가지고 있을 수 있습니다.
| 번호 | 포지션 | 국적 | 이름                     |
| ---- | ------ | ---- | ------------------------ |
| 1    | GK     |      | 가와타 고헤이            |
| 2    | MF     |      | 시마카와 도시오          |
| 4    | DF     |      | 야마모토 히데오미 (주장) |
| 5    | DF     |      | 신자토 료                |
| 7    | MF     |      | 이시하라 가쓰야          |
| 8    | MF     |      | 아라이 료헤이            |
| 11   | MF     |      | 호리고메 유키            |
| 13   | FW     |      | 가와모토 아키토          |
| 14   | MF     |      | 다나카 유스케            |
| 15   | MF     |      | 효도 아키히로            |
| 16   | DF     |      | 마쓰하시 마사루          |
| 17   | DF     |      | 쓰다 다쿠마              |
| 18   | MF     |      | 미치부치 료헤이          |

| 번호 | 포지션 | 국적 | 이름            |
| ---- | ------ | ---- | --------------- |
| 19   | MF     |      | 와카스기 고키   |
| 20   | MF     |      | 구로기 마사토   |
| 22   | DF     |      | 고이데 유타     |
| 23   | GK     |      | 오카 히로키     |
| 24   | MF     |      | 소네다 유타카   |
| 25   | FW     |      | 모리 고타       |
| 26   | DF     |      | 구마가이 슌     |
| 27   | DF     |      | 아베 쇼헤이     |
| 28   | MF     |      | 하시즈메 유키   |
| 30   | MF     |      | 호사카 가즈나리 |
| 31   | GK     |      | 오카니시 고스케 |
| 35   | DF     |      | 다카노 료       |
| 40   | MF     |      | 오구라 쇼헤이   |
| 41   | DF     |      | 쓰치야 유키오   |

- 다케토미 고스케(2023 ~ )

## 역대 감독
| 감독            | 임기   |
| --------------- | ------ |
| 우치다 가즈오   | 2010   |
| 시노다 요시유키 | 2023 ~ |